# Promluva o odpustcích a milosti
Promluva o odpustcích a milosti (něm. Eynn Sermon von dem Ablasz unnd gnade) je spisek sepsaný Martinem Lutherem ve Wittenbergu v roce 1517.
Kázání samotné bylo napsáno tak, jak ho Luther adresoval svým posluchačům. Zdůrazňuje dobré skutky a upřímné pokání oproti odpustkům a katolickým kněžím vytýká chamtivost a plýtvání penězi na Basiliku sv. Petra, místo toho, aby nashromážděné finanční prostředky vynaložili na chudé mezi svými bližními.
Promluva byla na rozdíl od latinských 95 tezí psána německy, a získala si pozornost širší veřejnosti; jen v roce 1518 byla vydána čtrnáctkrát.

## Ukázka
Za šestnácté: je mnohem lepší prokázat nuznému dobrý skutek než dát na budovu. A je to také mnohem lepší než odpustek, který je za to dáván. Neboť (jak bylo řečeno): je lepší vykonat dobrý skutek než hodně promíjet. Buď je ale odpustek prominutím mnoha dobrých skutků, nebo není prominuto nic.
Ano, abych také správně vyučoval, pamatujte si: když chceš něco dát, měl bys dát především něco svému chudému bližnímu (bez ohledu na budovu svatého Petra nebo na odpustek). Když přijde na to, že už ve tvém městě není nikdo, kdo potřebuje pomoct (což se nikdy nestane, leda by to chtěl Bůh), tak pak máš dát to, co chceš: církvi, starším, na výzdobu, kalich – ve svém městě. A když už ani to není více třeba, teprve pak – tak jak chceš – můžeš dát na dům svatého Petra nebo kamkoli jinam.
A ani to bys neměl dělat kvůli odpustku. Neboť svatý Pavel říká v 1Tim 5:8: „Jestliže pak kdo o své, a zvláště o domácí péče nemá, zapřelť jest víry a jest horší nežli nevěřící.“ A buď si vědom: kdo ti říká něco jiného, ten tě svádí nebo hledá tvoji duši ve tvém měšci, a našel-li by v něm feniky, bylo by mu to milejší než všechny duše.
Když [na to] řekneš: „Tak to bych si už nikdy neměl kupovat odpustek?“ Odpovím Ti: „Už jsem výše zmínil, že moje vůle, touha, prosba a rada je, aby si nikdo odpustek nekupoval. Nechej líné a spící křesťany, ať si ho kupují, starej se sám o sebe.“